# Eta Lyrae
Désignations
Eta Lyrae (η Lyr / η Lyrae), également nommée Aladfar, est une étoile binaire présumée de la constellation de la Lyre. Sa magnitude apparente est de 4,43. D'après la mesure de sa parallaxe annuelle par le satellite Gaia, le système est distant d'environ ∼ 1 120 a.l. (∼ 343 pc) de la Terre. Il s'en rapproche à une vitesse radiale héliocentrique de −11 km/s.

## Nomenclature
η Lyrae, latinisé Eta Lyrae, est la désignation de Bayer de l'étoile. Elle porte également la désignation de Flamsteed de 20 Lyrae.
Elle porte le nom traditionnel d'Aladfar, issu de l'arabe الأظفر « les serres » (de l'aigle planant), qu'elle partage avec Mu Lyrae (même si cette dernière est plus typiquement appelée sous la variante Alathfar). Le nom d'Aladfar a été formellement adopté par l'Union astronomique internationale le 5 septembre 2017 pour Eta Lyrae, dans le cadre de son groupe de travail sur les noms d'étoiles.

## Propriétés
Eta Lyrae est une binaire spectroscopique à raies simples présumée avec une très faible variation de vitesse radiale de 2,8 km/s. Sa période orbitale déterminée est de 56,4 jours et son excentricité est d'approximativement 0,5. Les premières variations de vitesse radiale, constatées en 1938, ont conduit à classer l'étoile de manière erronée comme une variable de type Beta Cephei, avec cependant déjà des désaccords sur la variation. En 1951, J. A. Pearce et R. M. Petrie ont également noté que l'étoile paraissait avoir une vitesse radiale variable. Sa binarité a été annoncée par H. A. Abt et S. G. Levy in 1978.
La composante visible du système est une étoile sous-géante bleu-blanc de type spectral B2,5IV. Elle est estimée être âgée autour de 23 millions d'années et être dix fois plus massive que le Soleil . L'étoile est autour de 6 600 fois plus lumineuse que le Soleil et sa température de surface est de 17 360 K. Un champ magnétique a été détecté avec une intensité moyenne de champ quadratique de (169,0 ± 115,9) × 10−4 T.
Eta Lyrae possède un compagnon visuel relativement proche recensé dans les catalogues d'étoiles doubles et multiples. Désigné Eta Lyrae B ou BD+38 3491, il s'agit d'une étoile de magnitude 8,58. En 2017, elle était située à une distance angulaire de 28,4 secondes d'arc et à un angle de position de 81° de Eta Lyrae A.